# کاران، مالی
کاران (به لاتین: Karan) یک منطقهٔ مسکونی در مالی است که در استان کولیکورو واقع شده‌است.
 کاران  ۶٬۸۷۴ نفر جمعیت دارد.